# Caecilia subnigricans
Caecilia subnigricans är en groddjursart som beskrevs av Dunn 1942. Caecilia subnigricans ingår i släktet Caecilia och familjen Caeciliidae. IUCN kategoriserar arten globalt som livskraftig. Inga underarter finns listade.